# William Travis
Pour les articles homonymes, voir Travis.
William Barret Travis, né le 1er aout 1809 et mort le 6 mars 1836 , commanda les armées du Texas lors de la bataille de Fort Alamo pendant la révolution texane contre les armées du Mexique dirigées par Antonio López de Santa Anna.

## Jeunesse
Né à Saluda County en Caroline du Sud, il est l'aîné d'une famille de onze enfants. Il serait né le 1er ou le 9 août 1809 selon les historiens. À l'âge de neuf ans, il déménage avec sa famille dans la ville de Sparta en Alabama, où il reçut une grande partie de son éducation. Il travailla même comme assistant vers la fin de sa scolarité. À dix-neuf ans, il épouse une de ses étudiantes âgée de 16 ans, Rosanna Cato (1812-1848). Le couple s'installe à Claiborne et a un garçon, Charles Edward, en 1829. Travis publie la même année un journal, le Claiborne Herald, et devient franc-maçon en Alabama. Plus tard, il rejoint l'armée d'Alabama en tant qu'adjudant dans le 26e régiment, appartenant à la 8e brigade de la 4e division.
Pour des raisons inconnues à ce jour, Travis quitte l'Alabama au début de l'année 1831 pour rejoindre le Texas, abandonnant sa femme, son fils et sa fille sur le point de naître. Travis et Rosanna divorcèrent officiellement le 9 janvier 1836. Leur fils fut confié à un ami de Travis, David Ayres. Rosanna épousa par la suite Samuel G. Cloud à Monroeville (Alabama), le 14 février 1836 ; puis Y. Portis en 1843 au Texas (les deux moururent de la fièvre jaune en 1848).

## Au Texas
En mai 1831, Travis arriva au Texas, une province mexicaine. Il acheta des terres à Stephen F. Austin et devint avocat à Anahuac. Il joua un rôle important dans les conflits grandissants entre les colons américains et le gouvernement mexicain et fut l'un des leaders du « War Party », un groupuscule opposé au pouvoir mexicain. Il fut une des personnalités à l'origine des émeutes à Anahuac qui accélérèrent le début des hostilités.
La révolution du Texas débuta en octobre 1835 à la bataille de Gonzales. Travis participa au siège de Bexar en novembre. Le 19 décembre, Travis fut nommé lieutenant-colonel dans la cavalerie et devint recruteur en chef des officiers de l'armée du Texas. L'armée était composée à ce moment de 384 hommes et officiers répartis en 6 compagnies. Malgré son rang, Travis dut s'occuper personnellement du recrutement de ses propres hommes et eut beaucoup de difficultés à trouver des volontaires.

### Défense de Fort Alamo
Le 21 janvier 1836, il reçut l'ordre du gouvernement provisoire de se rendre à Fort Alamo pour renforcer les 120 à 130 volontaires déjà présents. Travis n'était pas ravi à l'origine de cette affectation : « Je vous prie, Excellence, de bien vouloir reconsidérer cet ordre de m'envoyer là-bas commander si peu d'hommes » écrivit-il ainsi à Smith. Le 3 février, Travis arriva néanmoins à San Antonio avec 18 hommes en renfort. Le 12 février, étant l'officier présent le plus gradé, il devint l'officier en chef de la garnison de Fort Alamo. Il prit le commandement des troupes régulières du colonel James C. Neill, de l'armée du Texas, Neill devant retourner auprès de sa famille malade, mais promettant de revenir dans 20 jours. James Bowie (1795-1836) commanderait donc les volontaires et Travis les troupes régulières.
L'armée mexicaine, sous le commandement du général et dictateur Antonio López de Santa Anna, lança son attaque contre la mission le 23 février 1836. Dans une brève lettre à l'alcane de Gonzalez, Andrew Ponton, Travis écrivit :

« L'ennemi est largement supérieur en nombre… Nous avons besoin d'hommes et de provisions… Envoyez-les nous. Nous avons actuellement 150 hommes déterminés à défendre Alamo jusqu'au bout. »

Dans une lettre adressée à la convention du Texas le 3 mars :

« Actuellement, je suis déterminé à mourir pour défendre ce fort, et mon cadavre reprochera à mon pays sa négligence. »

La dernière lettre de Travis avant le siège fut pour David Ayres :

« Prends soin de mon fils. Si notre pays l'emporte, je lui lèguerai une immense fortune ; mais si nous perdons et que je meurs, il n'aura rien excepté le souvenir qu'il est le fils d'un homme qui est mort pour sa patrie. »

Selon la légende, Travis rassembla ses hommes trois jours avant l'assaut final et traça un trait sur le sable, invitant tous ceux qui le désiraient à rester à ses côtés pour combattre jusqu'à la mort et se sacrifier pour la toute jeune république du Texas dissidente du Mexique. Tous les défenseurs franchirent la ligne scellant ainsi leur destin vers une mort certaine mais héroïque. Il existe une légende indiquant qu'une seule personne refusa, préférant tenter sa chance en fuyant durant la nuit. Ce serait un soldat d'origine française, un certain Louis Rose, qui aurait connu les guerres napoléoniennes. Le 6 mars 1836, au trentième jour de siège, Travis, Bowie, Davy Crockett, et James Bonham furent tués lors d'une attaque générale sur quatre côtés ainsi que tous les autres défenseurs (entre 188 et 250) durant la bataille de Fort Alamo. Les Mexicains prirent le fort après un intense bombardement en escaladant les murs. Travis mourut selon les dires au début de l'engagement alors qu'il défendait le mur nord.
Quand Santa Anna arriva à l'intérieur du fort, il demanda à l'alcade de San Antonio, Francisco A. Ruiz, d'identifier les corps des chefs rebelles. Finalement, quelques heures après le dernier coup de fusil, Santa Anna ordonna à une compagnie de dragons de transporter dans les bois tous les corps des Texans et de les brûler. À cinq heures ce soir-là, les corps de Travis, Crockett et Bowie furent brûlés avec ceux des autres défenseurs.

## Lettre de Travis depuis Fort Alamo
Le 24 février 1836, durant le siège de Fort Alamo par Santa Anna, Travis écrit une lettre adressée « au peuple du Texas et à tous les américains dans le monde » :

« Camarades et compatriotes, 

Je suis assiégé par plus de mille Mexicains sous le commandement du général Santa Anna. J'ai subi un bombardement continuel depuis 24 heures sans perdre un seul homme. L'ennemi a demandé notre reddition sans condition sous peine de passer toute la garnison par les armes si le fort était pris. J'ai répondu à leur demande par un coup de canon et notre drapeau flotte encore au-dessus de nos murs. Je ne me rendrai jamais. Je vous lance un appel, au nom de la liberté, du patriotisme et de tout ce qui forme le caractère unique américain, de venir nous aider aussi vite que possible. Jour après jour l'ennemi reçoit des renforts et ses forces se monteront sans aucun doute à 3 ou 4 000 hommes d'ici quatre ou cinq jours. Même si cet appel n'est pas entendu, je suis déterminé à résister aussi longtemps que possible et à mourir comme un soldat qui n'oublia jamais ce qui est dû à son propre honneur et à son pays. La victoire ou la mort.
William Barret Travis
Lt. Col. Comdt. »

Il confie cette lettre au courrier Alber Martin. La lettre, bien que ne permettant pas d'apporter de l'aide à la garnison d'Alamo, est principalement destinée à motiver l'armée texane et les aider à rallier les États-Unis à leur cause. Elle permet aussi d'élever Travis au rang de héros de la révolution texane.

## Un peu de soutien
Le 3 mars, Travis reçoit des nouvelles qui incitent à l'optimisme avec l'arrivée du messager James Bonham. Il porte une lettre de Willie Williamson, qui indique que des renforts vont arriver : 60 volontaires de San Felipe, 300 volontaires et 4 canons de James Fannin et un dernier contingent de 300 volontaires.

## Dans la fiction
William Travis est interprété par
- William Clifford dans le film muet The Immortal Alamo de 1911

- Laurence Harvey dans le film Alamo de 1960

- Alec Baldwin dans la mini-série TV Les 13 jours d'Alamo en 1987

- Patrick Wilson dans le film Alamo de 2004
- David Chisum dans l'épisode 5 de la saison 1 de la série Timeless